# Sergej Persjin
Sergej Mikhajlovitj Persjin (russisk: Сергей Михайлович Першин, tr. Sergej Mikhajlovitj Persjin; født 27. marts 1949 i Isjimbaj, Basjkir ASSR, Russiske SFSR, Sovjetunionen) er en sovjetisk/russisk astronom og astrobiolog.
Persjin har udgivet mere end 100 tekniske og videnskabelige artikler i anerkendte tidsskrifter, har 10 patenter og har forsvaret 5 ph.d.-afhandlinger. Hans fornavn bogstaveres "Serguei".
Han har studeret flere områder på Mars' overflade for uregelmæssige stærke farveindeksværdier, der indikerer tilstedeværelsen af organiske pigmenter. Persjin anfører, at denne metode kan anvendes til at udpege potentielle landingssteder for at besvare spørgsmålet om der findes liv på Mars.

## Vigtigste værker
Han har fået udgivet i alt 135 publikationer. De seneste er angivet her.